# Umschrift
Unter Umschrift oder Transkription (im weiteren Sinn) versteht man die Übertragung der Zeichen eines Schriftsystems in die Zeichen eines anderen Schriftsystems (einschließlich Lautschrift).
Insbesondere bei der Wiedergabe ostasiatischer Sprachen mit den Zeichen des lateinischen Alphabets und diakritischen Zeichen spricht man auch von Romanisierungen (siehe unten).
Eine wichtige Rolle spielt eine Umschrift bei der Schreibung nicht übersetzbarer Eigennamen.

## Transkription und Transliteration
Transkription (im engeren Sinn) ist die Übertragung der Schriftzeichen einer Ausgangssprache in andere Schriftzeichen einer Zielsprache auf der Grundlage der Aussprachevorschriften der Zielsprache. Eine auf der Phonetik fußende Umschrift hat den Vorteil, dass ein Sprachkundiger der Zielsprache ohne weiteres die in der Umschrift geschriebenen Wörter der Ausgangssprache richtig aussprechen kann. Eine Transkription ist regelmäßig nicht umkehrbar und daher nicht eindeutig (injektiv). Eine gute Transkription zeichnet sich dadurch aus, dass sie die Ausspracheregeln so weit wie möglich erhält. Eine Transkription ist etwa die deutsche Umschrift des Kyrillischen nach Duden.
Bei der Transliteration wird jedem Schriftzeichen eines alphabetischen Schriftsystems der Ausgangssprache genau ein Schriftzeichen eines anderen alphabetischen Schriftsystems der Zielsprache zugewiesen, so dass umgekehrt diesen Schriftzeichen der Zielsprache genau die ursprünglichen Schriftzeichen der Ausgangssprache wieder zugeordnet werden können. Hierbei werden in der Regel Zeichen gebraucht, die die Aussprache wenigstens erahnen lassen, so dass auch hier phonetische Gesichtspunkte eine Rolle spielen können. Wenn das Ausgangssystem mehr Zeichen als das Zielsystem enthält, kommen bei der Umschrift in der Regel Diakritika oder Zeichenkombinationen (Verwendung mehrerer Zeichen des Zielsystems für ein Zeichen des Ausgangssystems) zum Einsatz (siehe unten). Die Transliteration ist buchstabengetreu und eindeutig (injektiv). Der große Vorteil einer Transliteration liegt in der Möglichkeit, durch die Anwendung genormter Zuordnungsvorschriften jederzeit die transliterierten Zeichen wieder rückübertragen zu können. Eine richtige Aussprache der in Umschrift niedergeschriebenen Wörter der Ausgangssprache ist jedermann auf Grundlage der genormten Zuordnungsvorschriften auch ohne Kenntnis der Ausspracheregeln der Zielsprache möglich. Die Unabhängigkeit von den Regeln der Zielsprache verleiht der Transliteration größere Internationalität. Andererseits muss ein Sprecher der Zielsprache sich erst die Vorschriften der jeweiligen Transliteration aneignen, um diese Art der Umschrift lesen zu können.

### Beispiel von Transkription und Transliteration aus einer Konsonantenschrift (Arabisch) in die Lateinschrift
Dieses Beispiel eines persischen Zweizeilers verdeutlicht die Unterscheidung von Transliteration und Transkription nach der Deutschen Morgenländischen Gesellschaft (DMG) aus einer arabischschriftigen Sprache in eine lateinschriftige Sprache:
Beschreibung: Erste Zeile aus dem Mas̱nawī-ye ma‘nawī ‚Geistige Zweizeiler‘ des Rumi: »Hör die Flöte, was sie sagt / Wie sie ums Getrenntsein klagt«
Ausgangstext: بشنو از نى چون حكايت ميكند / از جدائى ها شكايت ميكند
Transliteration: BŠNW ’Z NY ČWN ḤK’YT MYKND / ’Z ǦD’’Y H’ ŠK’YT MYKND
Transkription: bešnau az ney čūn ḥekāyat mīkonad / az ǧodā’ī-hā šekāyat mīkonad

## „Indirekte“ Umschrift
Als „indirekte“ Umschrift kann der Fall bezeichnet werden, dass ein Umschriftsystem zugrunde gelegt wird, das sich innerhalb der Ausgangssprache selbst herausgebildet hat, bedingt durch die Verwendung verschiedener Schriftsysteme an verschiedenen Orten (Bsp.: Serbokroatisch) oder zu verschiedenen Zeiten (Bsp.: Türkisch, andere Turksprachen ehemaliger Sowjetrepubliken).
Findet sich unter den Schriftsystemen der Ausgangssprache das gewünschte Zielsystem, so ist eine direkte Übernahme möglich (Bsp.: Umschrift Kyrillisch → Lateinisch für das Serbokroatische nach DIN 1460; Umschrift Arabisch → Lateinisch für das Türkische nach Entwurf DIN 31635).
Findet sich unter den Schriftsystemen der Ausgangssprache nicht das gewünschte Zielsystem oder ist eine direkte Übernahme nicht erwünscht, so kann die Umschrift eines der Ausgangssysteme als maßgeblich auch für die anderen Ausgangssysteme erklärt werden (Bsp.: Umschrift Arabisch → Lateinisch über die Umschrift der kyrillischen Form für Turksprachen ehemaliger Sowjetrepubliken nach DIN 31635).

## Normen
Im Rahmen von ISO und DIN gibt es für folgende Schriftsysteme Normen zur Umschrift ins Lateinische:
- Arabisch: DIN 31635, ISO 233
- Armenisch: DIN 32706, ISO 9985
- Chinesisch: ISO 7098
- Georgisch: DIN 32707, ISO 9984
- Griechisch: DIN 31634, ISO 843
- Hebräisch: DIN 31636, ISO 259
- Indischer Schriftenkreis: ISO 15919
- Japanisch: DIN 32708, ISO 3602
- Koreanisch: ISO/TR 11941
- Kyrillisch: DIN 1460, ISO 9
- Thai: ISO 11940

Die DIN 1460 zur Umschrift des Kyrillischen ist streng genommen weder eine Transkription im Hinblick auf das Deutsche (da Diakritika verwendet werden, die es im Deutschen nicht gibt) noch eine Transliteration (da eine Zeichenfolge wie йу, vgl. Abschnitt 3 der Norm, weder bei Umschrift mit dem geforderten Bindestrich noch ohne Bindestrich eindeutig umkehrbar ist: j-u → йу oder й-у; ju → ю oder йу). Umgekehrt sind rein theoretisch Systeme denkbar, die sowohl eine Transkription als auch eine Transliteration darstellen.
Teilweise spielen diese Normen aber keine bedeutende Rolle. Für Koreanisch finden beispielsweise die revidierte Romanisierung bzw. die McCune-Reischauer-Romanisierung oder ungenormte Umschriften wesentlich häufiger Anwendung.

## Diakritika, Digraphen und Sonderzeichen
Zur Darstellung im Basisalphabet nicht vorkommender Laute werden um Diakritika erweiterte Buchstaben (wie «í», «é», «õ») oder Digraphen (wie «nh», «rh», «gh») beziehungsweise mehrbuchstabige Kombinationen («tsch») eingesetzt.
Beim Lesen einer solchen Umschrift sind Kenntnisse der angewendeten Konventionen notwendig. Oft bestehen mehrere Umschriftvarianten (z. B. im Falle des Chinesischen Pinyin běijīng, Wade-Giles pei³ching¹ u. a.) oder sich im Laufe der Zeit wandelnde Konventionen (kyrillisches «в» im Deutschen entweder traditionell als «w» oder wie im Englischen/Französischen als «v»).
Probleme ergeben sich insbesondere auch bei Rückübersetzungen oder beim Übertragen in eine dritte Sprache. Durch die Verwendung einer Lautschrift wie des Internationalen Phonetischen Alphabetes (IPA) oder SAMPA sollen die Probleme der Mehrdeutigkeit behoben werden und die Aussprache direkt am Schriftbild abzulesen sein. Nachteilig ist der sehr spezielle Zeichensatz, der für Laien kaum mehr lesbar ist.

## Beispiele

### Umschrift slawischer Sprachen
Beispiele:
- Die Transkription des Namens des russischen Präsidenten (russ. Владимир Путин) erfolgt im Deutschen als Wladimir Putin, auf Französisch als Vladimir Poutine, auf Englisch als Vladimir Putin.
- Bei der Umschrift wurden früher außerdem Vornamen oft durch ihre deutsche Entsprechung ersetzt; z. B. Peter statt Pjotr Tschaikowski (russ. Пётр Ильич Чайковский). Tschaikowski hatte sich selbst so umschrieben.

Selbst ein international bekannter Name wie der des sowjetischen Staatsmannes Chruschtschow erscheint Deutschsprachigen in anderen Sprachen möglicherweise sehr fremd (russisch Хрущев (Хрущёв), transliteriert Chruščev (Chruščëv), IPA xruˈʃtʃof). Mögliche Transkriptionen sind:
- Englisch: Khrushchev
- Französisch: Khrouchtchev
- Deutsch: Chruschtschow

Deutsch -ow, weil das der russischen Aussprache am nächsten kommt. Die auf -ev auslautenden anderssprachigen Transkriptionen verleiten im Deutschen zu einer falschen Aussprache der Familiennamen und haben ihren Ursprung in der Rechtschreibregel des Russischen, der zufolge das stets betonte «ё» (jo) nur dort tatsächlich als «ё» geschrieben wird, wo es mit einem ansonsten gleich geschriebenen Wort mit «е» (je) verwechselt werden kann, andernfalls entfällt das Trema. Im Englischen wird aber «ə» gesprochen, der Lautwert des russischen «о» in bestimmten unbetonten Silben.
Das ch- (IPA x) in der deutschen Transkription bezeichnet einen Laut, der im Englischen und Französischen nicht vorkommt. Dort behilft man sich mit der Transkription kh-, die wiederum für Deutschsprachige irreführend ist und von diesen häufig als stark behauchtes k (IPA kʰ) realisiert wird.
In der Sowjetunion wurde offiziell konsequent nur die französische Umschrift der russischen Namen verwendet, diese erschien dann auch im Reisepass. Selbst die Namen Deutschstämmiger wurden dann französisch transkribiert geschrieben – aus Schulze wurde dadurch Choultse, aus Schneider wurde Chnaider.

Nach der Auflösung der Sowjetunion wurde das offizielle Umschriftsystem Anfang der 1990er Jahre in Belarus, Russland und der Ukraine nach und nach auf die englische Umschrift umgestellt – beispielsweise wird im Reisepass jetzt aus Stein dadurch Shtayn.

Da die russische Sprache wiederum kein «H» kennt und die Russen es als «ch» oder «g» auszusprechen versuchen, wurde aus dem deutschen Hans auf Russisch früher meist Gans (Ганс), heute eher Chans (Ханс), was in der Umschrift dann nur noch schwer als „Hans“ wiederzuerkennen ist.

## Personenstandsbücher
Die Umschrift von Namen in Personenstandsbüchern richtet sich in Deutschland nach der Umschrift, die in den Urkunden (insbesondere Pass oder Geburtsurkunde) des Staates, dem der Ausländer angehört, verwendet wurde. Das sind in aller Regel Transkriptionen auf englischer oder französischer Grundlage. Nur soweit eine Umschrift in Urkunden, die der Heimatstaat des Ausländers ausstellt, nicht erfolgte oder auf Grundlage der Transliteration durchgeführt wurde, wird in deutschen Personenstandsbüchern den internationalen Transliterationsregeln gemäß übertragen. Grund für diese Vorgehensweise ist, dass die Namensschreibung in Pässen, Geburtsurkunden einerseits und in Personenstandsbüchern andererseits nicht auseinanderfallen soll. Bei der Einbürgerung besteht die Möglichkeit, die Rechtschreibung und Aussprache des Namens einzudeutschen.